# ED74
Песа Бидгостія (пол. Pesa Bydgostia) — електропоїзд серії ED 74 постійного струму виробництва компанії Pesa Bydgoszcz. Випускається на замовлення польських державних залізниць.

## Історія
В 2006 році з Pesa Bydgoszcz був укладений контракт на будівництво одинадцяти поїздів, які були розроблені з прототипу ED 59. Фінансування цього проекту було підтримане Європейським фондом регіонального розвитку.

## Будова
Поїзд скаладається з чотирьох вагонів, які обладнані пневматичною підвіскою. Двері виконані з можливістю виходу на платформи від 300 до 1000 мм, на більш низьких платформах виступають східці для полегшення виходу пасажирів. Діаметр колеса становить 850 мм. Поїзд може працювати по системі багатьох одиниць, допускається зчеплення до трьох одиниць рухомого складу в один поїзд.